# Клебсиеллы
Клебсиеллы (лат. Klebsiella) — род условно-патогенных бактерий, относящихся к семейству энтеробактерий (Enterobacteriaceae). Назван в честь немецкого бактериолога и патологоанатома Эдвина Клебса (нем. Edwin Klebs, 1834—1913).
В феврале 2017 года ВОЗ  причислила клебсиеллы к наиболее опасным бактериям в связи с их резистентностью к существующим антибактериальным препаратам.

## Биологические свойства
Клебсиеллы — прямые грамотрицательные палочки (0,3—1,0 × 0,6—6,0 мкм), располагающиеся одиночно, парами или короткими цепочками. Образуют капсулы. Неподвижны. Факультативные анаэробы. Факторы вирулентности: капсула, эндотоксин, маннозорезистентные пили.
Растут на простых питательных средах. Обладают выраженной биохимической активностью.
Представители рода встречаются в фекалиях человека, на коже и слизистых дыхательных путей, в почве, воде, фруктах и овощах. Благодаря капсуле устойчивы в окружающей среде.

## Виды
На май 2015 года род включает 8 видов:
- Klebsiella granulomatis (Aragão and Vianna 1913) Carter et al. 1999
- Klebsiella michiganensis Saha et al. 2013
- Klebsiella mobilis Bascomb et al. 1971
- Klebsiella oxytoca (Flügge 1886) Lautrop 1956
- Klebsiella pneumoniae (Schroeter 1886) Trevisan 1887 typus — клебсиелла пневмонии, или палочка Фридлендера
- Klebsiella quasipneumoniae Brisse et al. 2014
- Klebsiella singaporensis Li et al. 2004
- Klebsiella variicola Rosenblueth et al. 2004

Часть видов (K. ornithinolytica, K. planticola и K. terrigena) выделены в 2001 году в самостоятельный род Raoultella. Наиболее яркие черты, отличающие новый род от клебсиелл: являются аэробами; способность расти при низких (+10) температурах.

## Патогенность
Наиболее частыми возбудителями клебсиеллёзов являются Klebsiella pneumoniae и Klebsiella oxytoca.
Клебсиеллы вызывают пневмонию, урогенитальные инфекции, в том числе у новорождённых, у ослабленных и пожилых лиц, конъюнктивиты, менингиты, сепсис, острые кишечные инфекции. Klebsiella pneumoniae subsp. ozaenae и Klebsiella pneumoniae subsp. rhinoscleromatis вызывают соответственно озену и риносклерому (гранулёматозное поражение слизистой оболочки верхних дыхательных путей).